# 祥平街道
祥平街道是中华人民共和国福建省厦门市同安区下辖的一个街道。2022年5月18日，析置为祥平街道、祥和街道。

## 行政区划
祥平街道共辖4个社区和9个行政村，分别是：
西溪社区、陆丰社区、祥平社区、祥桥社区、过溪村、杜桥村、西洪塘村、西湖村、凤岗村、溪声村、卿朴村、阳翟村、瑶头村。
2022年5月18日调整后，祥平街道下辖过溪、溪林2个村和溪声、祥桥、凤岗、陆丰、芸溪、凤祥、西溪、杜桥、凤岭9个社区。